# 小野田公顕
小野田 公顕（おのだ こうけん / きみあき）は、テレビ朝日系の刑事ドラマ『相棒』の主要人物の一人。警察庁長官官房室長（通称・官房長）。階級は警視監。
| プロフィール | プロフィール |
| ------------ | --- |
| 演           | - 岸部一徳（S1-1〜劇II / S9-18〈終〉 / S16-13〈回想〉） - 夏美よう（宝塚版） |
| 階級         | 警視監 |
| 経歴         | - 東京大学法学部 - → 警察庁入庁 - → 警視庁公安部参事官（S1より15年前） - → 警視庁警備部緊急対策特命係長（S1より15年前） - → 警視庁公安部長 - → 警察庁長官官房室長（S1-1） - → 警察庁長官官房教養課課長（S3-2） - → 警察庁長官官房室長（S3-4） - → 殉職（劇II） |
| 親族         | - 孫・けんたろう - 従兄弟・雁屋耕大 |

## 経歴
故郷は群馬県の名家で、1947年6月4日生まれ (S2-1)。
東大入学を機に上京（S21-20）。若かりし頃は友人の本多篤人と共に学生運動に参加していたが、小野田自身は早々に転向した（S8-1）。大学卒業後、キャリアとして警察庁に入庁。出向して警視庁公安部参事官を務めていた際、外務省公邸人質監禁及び籠城事件に対処すべく「緊急対策特命係」を非公式に結成し、作戦参謀として当時捜査二課で活躍していた右京を招聘して事態の解決に当たった。しかし、アメリカ国務長官の来日が決定したことを受け、政治的配慮から「国務長官の来日までに事件を終わらせて、日本政府と警察の面子を保つ」と突入作戦の実施を決断。交渉による人質解放を主張していた右京と決裂し、右京を解任して突入を強行した。その結果、隊員と人質に犠牲者を出す惨事を引き起こしてしまった。しかし上層部は責任の大部分を右京に押し付け、小野田は警察庁への帰任・閑職への一時的な左遷で済まされた（S1-11、12〈終〉）。
かねてから日本版CIAやFBIの設立及び警察庁の警察省への格上げを目論んでおり、警視庁人質篭城事件に際し計画に反対する警視庁幹部一掃の人事を進めるが、2010年7月20日にその人事の煽りを受け懲戒免職になった生活安全部部長の三宅貞夫によって刺殺された（劇II）。なお、殉職後もS12-19〈終〉、S21-20（回想）にノンクレジットで登場している。その後、生前購入した東京都内の寺に埋葬され、墓石には「融通無碍」の言葉が刻まれている（S21-20）。
本人の没後も、「赤いカナリア」が引き起こした炭疽菌テロに対処するため、片山雛子と共に本多の「超法規的措置」による秘密裏の釈放（S9-18〈終〉）や、日本では施行されていない証人保護プログラムの違法適用（S12-19〈終〉）など様々な裏工作に関わっていた事が判明したり、自身の遺骨が盗まれる（S21-20、21〈終〉）など、特命係をはじめ警察組織各所に影響を及ぼし続けている。

## 人物
警察庁の要職にある身ながらも、あまり目下の人間に対して偉ぶることはしない。階級の低い、あるいは年齢の若い警察官に対しても敬語を使ったり、「○○さん」と呼びかけることもある。しかし付き合いの長い右京に対してだけは「杉下」や「お前」と呼び捨てで呼んでおり、敬語を使う度合いも他の人間と比べて少ない（S1-1〜）。また、警察官としての枠を超えて暴走した者に対しては冷淡に接する一面を持っている（S3-9）。
プライベートでは孫 を自らの運転で幼稚園に送迎するほどの孫煩悩で、孫からは「じいじ」と呼ばれていた（S1-5）。従兄弟の雁屋耕大とは歳が近いこともあって仲が良く、彼からは下の名前に因んだ「きみちゃん」の愛称で呼ばれていた（S12-19〈終〉）。
東京大学、早稲田大学出身者を中心とした錚々たる面々が集まる親睦団体「七日会」に所属（S2-1）したり、様々なパーティーに出席する（S5-11、S7-1）など社交的な一面も見られる。
右京と2人で食事をすることがよくあり、勝手が分からずに回転寿司店で取った皿や食べ終わった後の皿をレーンに戻してしまう、湯飲みでボタンを押すお湯の注ぎ方がわからずに指を火傷する（S7-12）など庶民の知識に疎い場面がある。

## 特命係との関係
前述通り特命係の誕生並びに現状に至る原因を作った人物である。その政治力を駆使し特命係の処分を抑えたり捜査を支援するなど、基本的に特命係と協力関係を築いている一方、警察上層部や政府が絡んだ事件の際には国家の威信を守る立場から対立することもある。しかし、犯罪や組織の腐敗を憂う気持ちは持っており、権威を利用して犯罪を隠蔽しようとした官僚などに対して彼なりの制裁を加えることもある（S1-12〈終〉、S5-20〈終〉、S8-7など）。この点については右京の「絶対的な正義」と小野田の「大局的な正義」の2人がそれぞれ持つ異なる正義感のぶつかり合いであると述べられており（劇IIエクステンデッド・エディション）、互いに相容れないながらも信条は理解し合う関係にあった（S12-19〈終〉）。小野田本人の死後に、彼と右京の関係を知った享は右京に「小野田官房長とは友達だったんでしょう？」と尋ねているが、これに対して右京は「友達と呼べるほど親しいかどうかは微妙ですが、長い付き合いであるのは確かです」と答えている（S12-19〈終〉）。
薫を高く評価しており、右京の能力は薫がいてこそ発揮されるとも認識しており、自身と右京が決定的に対立した際には、薫を懲戒免職することで右京を潰すことを画策した（S5-20〈終〉）。一方で、違法な家宅捜索の令状や三雲法男が裁判官を辞めた理由に気づかず、右京の暴走を見逃してしまった薫に対して警告同然の忠告をしている（S6-19〈終〉）。尊に対しても、特命係に来てから組織の体制よりも個人としての正義感や感情を優先させるようになったことを「青くなった」と評している（劇II）。

## 現実世界での扱い
相棒の連続ドラマ化にあたり、右京と対等に話せる人物が必要であるという水谷の提案により考案され、小野田のキャラが生み出される事となり、岸部一徳が起用された。S1の縦軸となる「特命係誕生の経緯」を明かすために配されたという意図もある。
さらに右京が警視庁の中で無敵の存在になるのを防ぐためのかなわない存在でもある。二人の関係はユーモラスでありながらも時には激しい対立にもなり、そこから警察組織の裏側や機敏が見えてくる構図となっていたため、小野田の存在は本作における「裏相棒」でもあった。
社会学者の太田省一は『相棒』は、『踊る大捜査線』で確立された「警察ドラマ」の発展形であり部署や階級の異なる警察関係者がレギュラー的存在で物語の進展にそれぞれの立場で折にふれて深くかかわってくるが小野田はその象徴的存在だと主張する。小野田と右京の考える正義は本質的に相容れないがこの両者の緊張感あふれる対立関係が、作品に刑事ドラマ史上でもまれに見る深みを与えていた大きな要因だったという。しかし小野田は単なる現実主義者ではなく彼なりの警察の理想も持つため利害が一致するような場合には、2人で連携もする右京にとっての“もうひとりの相棒”でもあったという。
シーズンを通して人気の高いキャラクターであったが、相棒劇場版IIにて生活安全部長であった元警視長の三宅貞夫に刺され殉職。『相棒』を降板したが、それに至る岸部とのやり取りを水谷は以下のように述懐している。
一方で次のような後日談があったと水谷は語っている。
その後、岸部はS20-3にカメオ出演したが、これは右京が小野田と見間違えた人物という役回りであり、別人ではあるものの右京たちを振り返って見つめるというものであった。この出演にSNS上で反響があり、岸部はテレビ朝日の別作品『ドクターX〜外科医・大門未知子〜』にて神原晶役でも登場しており、SNS上ではこの人物ではないかとする反応もあった。なおこの出演に関して、番組公式インスタグラムにおいては右京以外には見えなかったなど含みを持たしている。
なお、ねとろぼ調査隊が2024年に行った「相棒」の登場人物人気ランキングでは第8位であった。

## 親族

### けんたろう
| 演   | 向山大夢（S1-5） |
| 親族 | 祖父・小野田公顕 |

小野田公顕の孫。公顕のことを「じいじ」と呼ぶ。彼から溺愛されており、公顕自ら幼稚園に送迎している。

### 雁屋耕大
| 演   | 井上高志（S12-19〈終〉） |
| 経歴 | 茨城県新浜町役場職員     |
| 親族 | 従兄弟・小野田公顕       |

小野田公顕の従兄弟。茨城県新浜町役場職員。彼の本当の名前の読み方が「きみあき」であることを知る数少ない人物である。

## 緊急対策特命係での部下
上述の事情からか、「緊急対策特命係」の生き残った隊員と右京を「自分を殺してもいい人間」に挙げている（S1-11）。